# Episodi di Kevin Spencer (quinta stagione)
La quinta stagione della serie animata Kevin Spencer, composta da 13 episodi, è stata trasmessa in Canada, da The Comedy Network, dal 2 gennaio al 13 aprile 2003.
In Italia la stagione è inedita.
| nº | Titolo originale                       | Prima TV USA     |
| -- | -------------------------------------- | ---------------- |
| 1  | Writing the Wrongs                     | 2 gennaio 2003   |
| 2  | Slingshot                              | 9 gennaio 2003   |
| 3  | Watered Down                           | 16 gennaio 2003  |
| 4  | Spankdriven                            | 23 gennaio 2003  |
| 5  | Plan 9 from Project Housing            | 30 gennaio 2003  |
| 6  | Working the Rigs                       | 6 febbraio 2003  |
| 7  | Two Strokes and You're Playing With It | 13 febbraio 2003 |
| 8  | Sore Throats                           | 20 febbraio 2003 |
| 9  | Sleeping It Off                        | 27 febbraio 2003 |
| 10 | Plastic Percy                          | 2003             |
| 11 | Drunken Welfare Man vs. Vernon         | 2003             |
| 12 | Hey, Barkeep!                          | 2003             |
| 13 | Kevin, the Musical                     | 2003             |